# Cuerno
Cuerno är en udde i Antarktis. Den ligger i Västantarktis. Argentina, Chile och Storbritannien gör anspråk på området.
Terrängen inåt land är platt åt sydväst, men åt sydost är den kuperad. Havet är nära Cuerno åt nordväst. Trakten är obefolkad. Det finns inga samhällen i närheten. 